# Бе Ен Пе Париба Оупън 2012
Бе Ен Пе Париба Оупън 2012 е турнир от международните серии 1000 на ATP и категория „Висши“ на WTA, който се играе на твърда настилка. Това е 37-ото издание на мъжки турнир и 24-мо издание на женския турнир. Турнирът е част от ATP Световен Тур 2012 и WTA Тур 2012. Провежда се в Индиън Уелс, САЩ.